# Olivella defiorei
Olivella defiorei is een slakkensoort uit de familie van de Olividae. De wetenschappelijke naam van de soort is voor het eerst geldig gepubliceerd in 1964 door Klappenbach.